# Postvägen Stockholm–Åbo

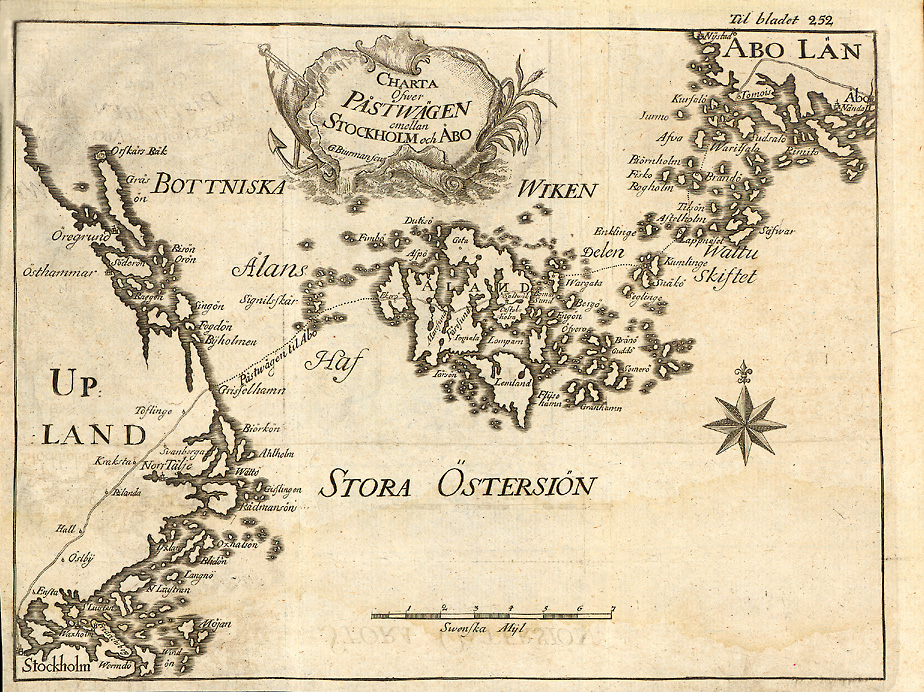
”Charta öfver Påstwägen emellan Stockholm och Åbo” från 1749.

Postvägen Stockholm–Åbo (även kallad Stora postvägen; finska: Suuri Postitie) var en av de fem huvudpostlinjer som utgick från svenska huvudstaden och inrättades efter beslut 1636 av drottning Kristinas förmyndarregering. Linjen till Östersjöprovinserna inrättades 1638. Sträckan är numera en seglingsled för den årliga roddtävlingen Postrodden.
Postvägen gick från Stockholm till Gamla Grisslehamn på Väddö, där postrodden tog vid över Ålands hav via Signilskär till Storby på Eckerö, där den fortsatte över Fasta Åland till Sund, där Ålands enda postkontor var beläget vid Kastelholms slott, och sedan till Vårdö, där rodden tog över vid Delet mot Kumlinge. Efter Brändö i öster korsades Skiftet mot Vartsala i Tövsala varifrån postvägen gick över Vemo, Virmo, Masku och Reso till Åbo. Från Åbo gick postleden längs Stora strandvägen till Viborg samt vidare över Kexholm och Nöteborg till Narva. Till följd av den brand som ödelade Grisslehamn 1754 flyttades orten ett par mil norrut till Byholma vid Väddös norra spets, vilket gav en kortare överfart över Ålands hav. Gästgiverier för resande uppstod också längs vägen. Med vissa avbrott användes postrutten fram till 1911.
Postreformen från 1636 innebar att särskilda postbönder utsågs som skulle sköta posttransporterna längst postvägen hela vägen mellan Stockholm och Åbo. Bönderna i skärgården delades in i postrotar med så många män som behövdes för att bemanna en postrotebåt.  Rutten över Ålands hav var cirka 44 kilometer (24 sjömil) vilket var särskilt riskabelt under menförestid då isen varken bar eller brast, och postförarna fick släpa på båtarna över isen och staka sig fram genom drivis. Var isen tillräckligt stark och täckande kunde postbönderna köra med häst och släde. 
Under kriget 1808–1809 avbröts den reguljära postgången för en kort tid. Då den återupptogs fortgick den på samma sätt som tidigare vilket bekräftades 1810 i Convention i anseende till posternas gång emellan Sverige och Finland. På Eckerö uppfördes 1823–1828 ett nytt posthus som var avsett att imponera på dem som reste över Ålands hav till det ryska riket. 
År 1836 öppnades den första reguljära ångbåtslinjen under sommartid mellan Stockholm och Åbo och 26 år senare togs ångbåtar för posttransporter i bruk under sommartid. I november 1870 blev det även regelbunden ångbåtstrafik vintertid med postbåten Postiljonen. Den gamla postvägen användes för sista gången den stränga vintern 1910/1911.

## Bildgalleri

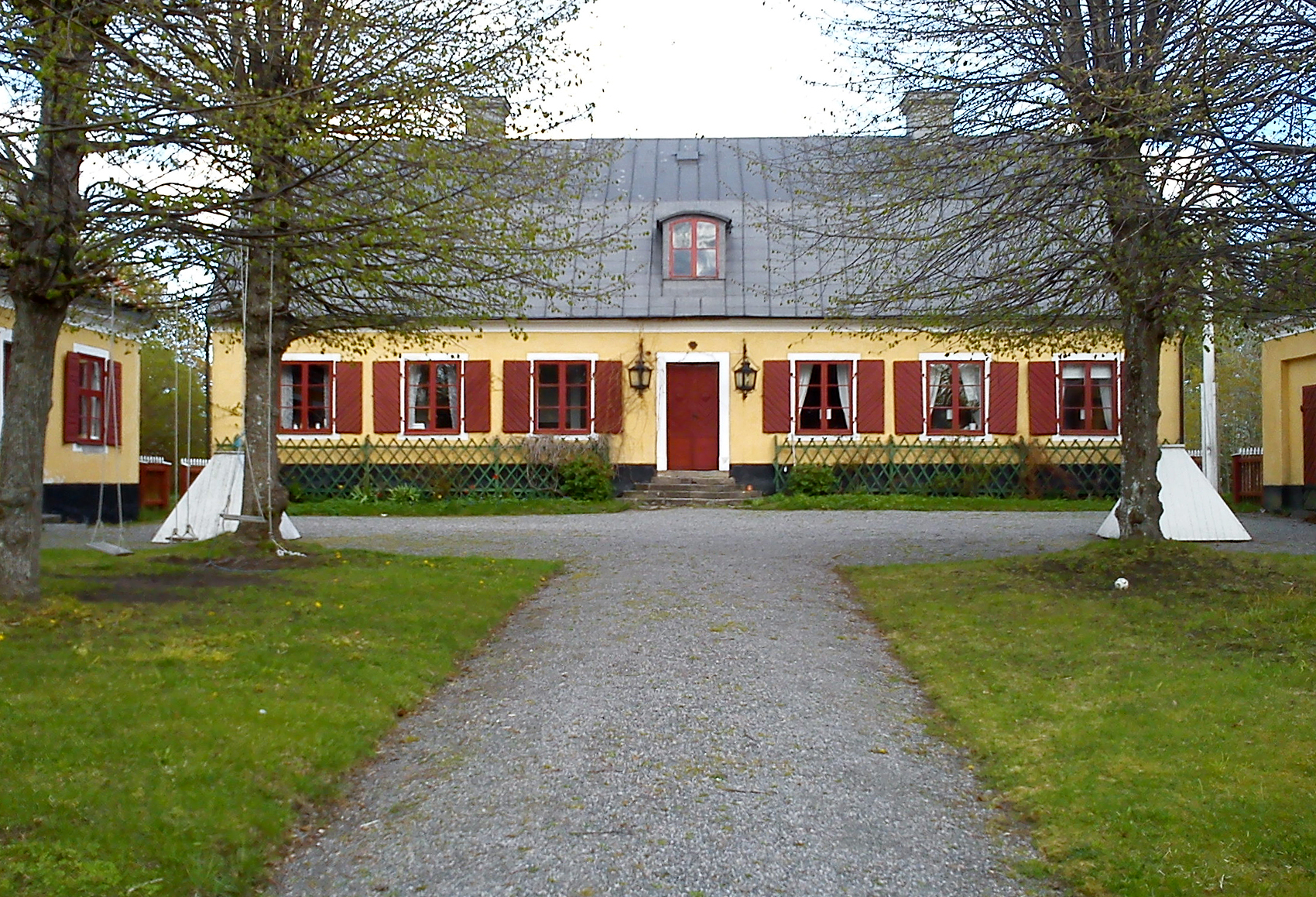
Grisslehamns posthus uppfört 1756
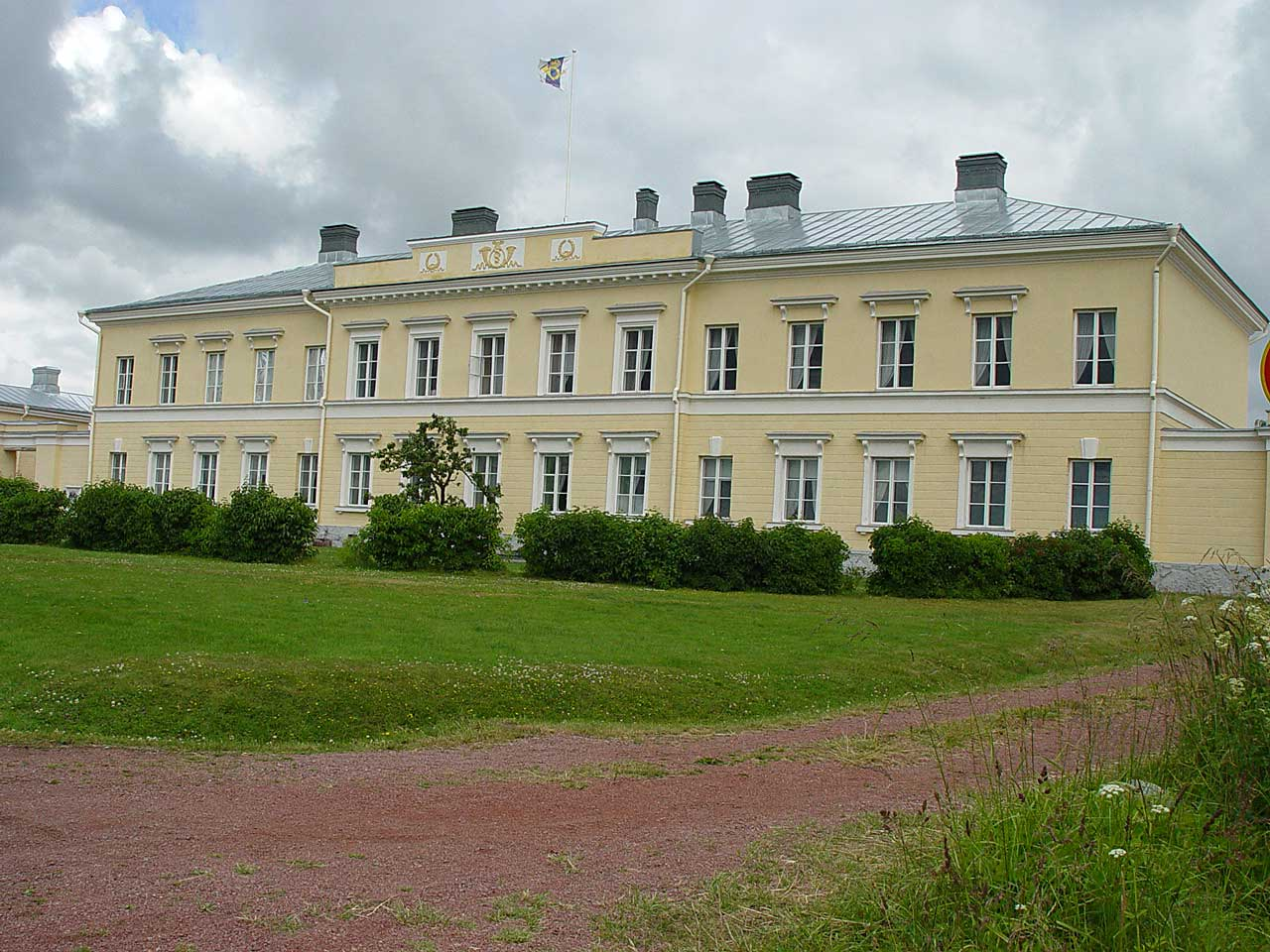
Eckerö post- och tullhus uppfört 1828
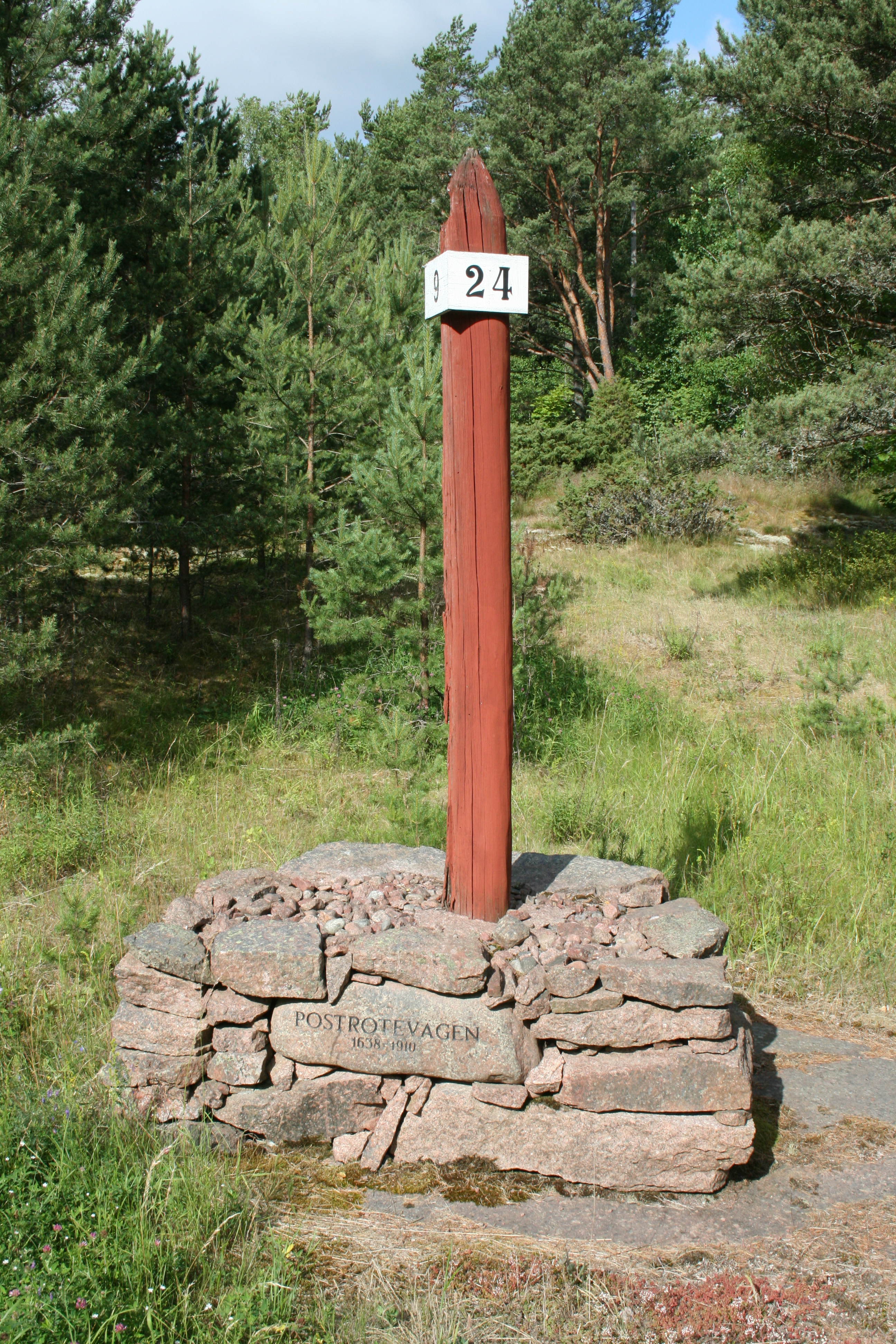
Minnesstolpe över Postvägen på Åland
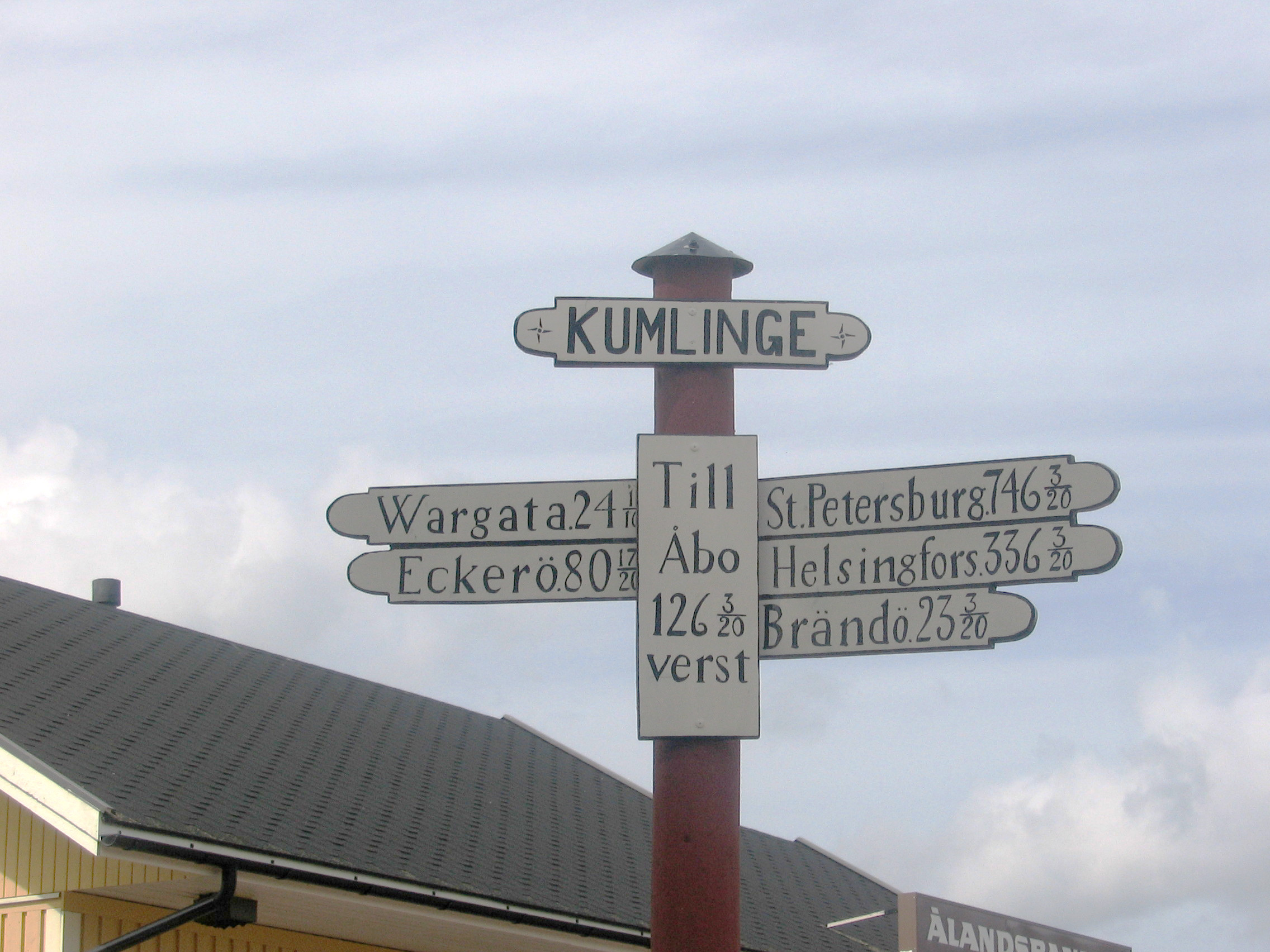
Milstolpe längst postvägen i Kumlinge by, Åland
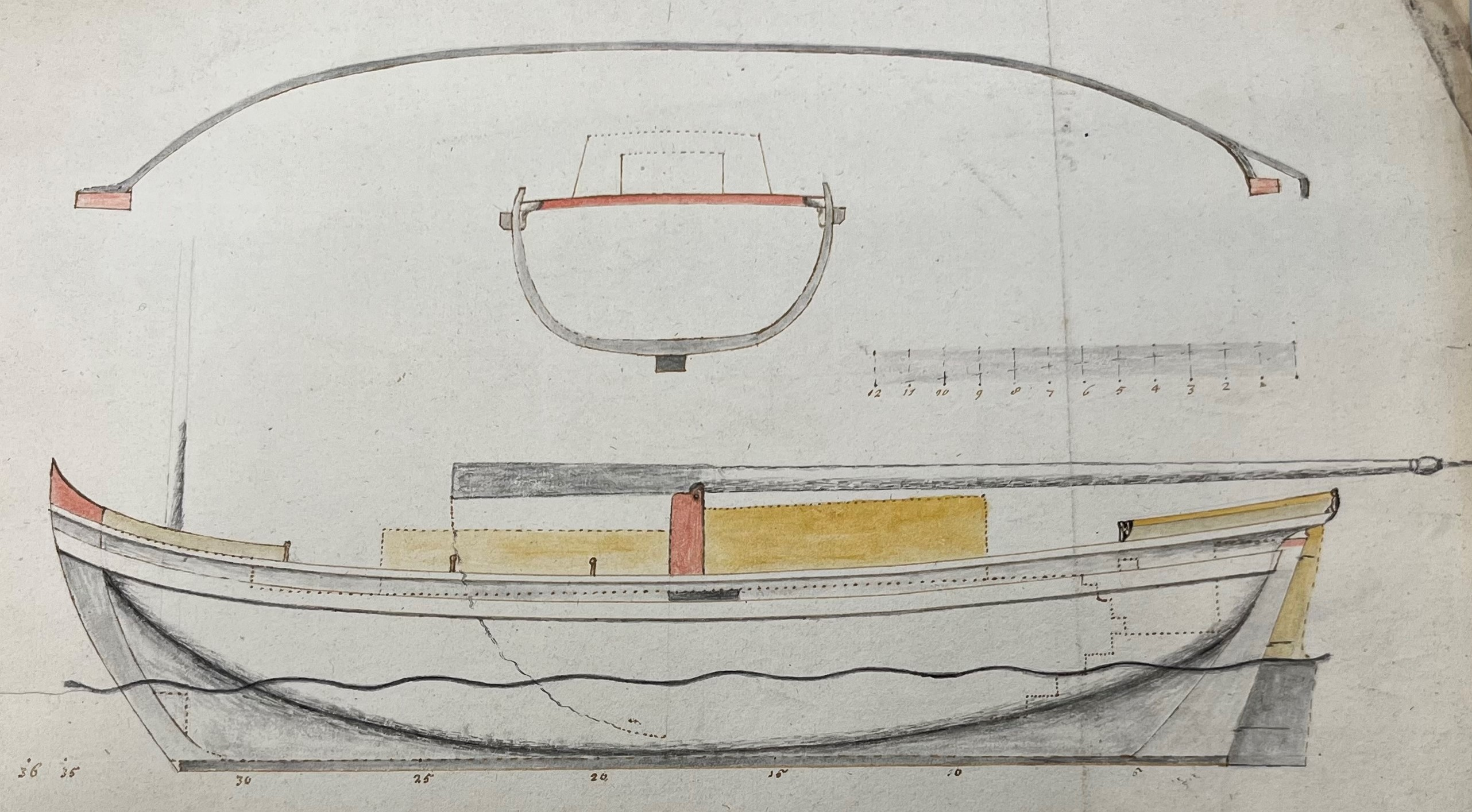
Ritning av postjakt avsedd för postvägen Stockholm-Åbo

## Seglingsled
Huvudartikel: Postrodden
Idén till en postroddtävling väcktes på Roslagens dag 1966 då en skötbåt levererade en postsäck till Grisslehamn från Åland. Först åtta år senare startade den årliga båttävlingen benämnd Postrodden, med deltagande båtar från Sverige och Åland. Sedan 2003 arrangeras även en liknande årlig båttävling mellan Åbo och Åland.

## Föreslagen fast förbindelse
En fast förbindelse har föreslagits mellan Sverige och Finland via Åland ungefär längs den gamla postvägen för att konkurrera med färjetrafiken